# Nausicaa Bonnín
Nausicaa Bonnín Dufrenoy (Barcelona, 28 de abril de 1985) es una actriz española de teatro, cine y televisión. 

## Biografía
Hija del director teatral Hermann Bonnín y de Sabine Dufrenoy, empezó su carrera como actriz con una corta edad participando en obras de teatro como Cartes a nenes, Contes dels boscos de Viena o El bell lloc.
En 2005 participa en la película Las vidas de Celia de Antonio Chavarrías, donde interpreta a Astrid. También ese año se incorpora en la longeva producción de TV3 El cor de la ciutat donde interpretó a Sandra Benjumea hasta 2009, año en que finalizó la serie.
En 2006 interpreta a Rosa en la película de Ventura Pons La vida abismal. Además, también participó en el montaje teatral Nausica, una adaptación del poema dramático de Joan Maragall dirigida por Hermann Bonnín.
En 2007 formó parte del reparto de la película Lo mejor de mí, de Roser Aguilar. En el teatro participa en El jardí abandonat de Santiago Rusiñol y dirigida por Francesc Nel·lo y se incorpora también a la obra El llibertí de Erik Emmanuel Schmitt y dirigida por Joan Lluís Bozzo en la que participa hasta 2009.
En 2009 protagoniza la ópera prima de la directora Mar Coll Tres días con la familia. Esta actuación le valió el Premi Gaudí a mejor actriz protagonista en 2010, además de una nominación a mejor actriz revelación en los Premios Goya de ese mismo año.
El año siguiente participó en la cinta Elisa K junto a Aina Clotet.
En 2011 protagoniza la miniserie de TV3 Barcelona, ciudad neutral junto a Bernat Quintana. La producción, de dos capítulos, narra una historia de amor entre dos jóvenes y está en la ciudad de Barcelona durante la Primera Guerra Mundial. Además, vuelve a subirse a las tablas para participar en la obra La gaviota, una comedia dramática de Antón Chéjov dirigida por Rubén Ochandiano.
En 2012 protagoniza la obra teatral Grooming junto a Antonio de la Torre en el teatro de la Abadía de Madrid. Se trata de un texto escrito por Paco Bezerra y dirigido por José Luis Gómez que aborda la parafilia de un adulta que utiliza Internet para conseguir la confianza de un menor. También ese año estrena la película El cuerpo de Oriol Paulo junto a Belén Rueda y Aura Garrido.
En 2013 forma parte del elenco de la serie de Telecinco Familia, junto a Alexandra Jiménez y Juana Acosta. La serie fue cancelada por la cadena en la primera temporada a causa de su baja audiencia.
2014 fue un gran año para Bonnín. Recibió el reconocimiento de la crítica por su interpretación en la obra La dama de les camèlies, un texto de Alexandre Dumas dirigido por Hermann Bonnín. Además, también participó en la obra Ocells i llops de Josep Maria de Segarra en el Teatro Nacional de Cataluña y en el musical Tots fem comèdia de Joaquim Oristrell. En el cine estrenó la película Los tontos y los estúpidos de Roberto Castón.
En 2015 protagoniza la obra L'efecte junto a Pau Roca. Se trata de una obra de Lucy Prebble y dirigida por Carol López en la sala Beckett de Barcelona. También estrena en el Festival de Almagro la obra La cena del Rey Baltasar de Calderón de la Barca y dirigida por Hermann Bonnín. En televisión, participa en la TV movie de TV3 Fassman, un thriller sobre fenómenos paranormales dirigida por Joaquim Oristrell. En la pequeña pantalla, forma parte del reparto coral de la sitcom de TV3 Citas. Bonnín participa en 2 capítulos de la primera temporada donde interpreta a Sofía, una joven que concierta una cita a través de una aplicación de Internet con Paula (Laia Costa). Además, también estrena la película Secuestro, un thriller dirigido por Mar Tarragona y protagonizado por Blanca Portillo y José Coronado.
En 2016 vuelve a interpretar a Sofía en la segunda temporada de la serie Citas de TV3. En el teatro protagoniza, hasta el 7 de marzo Sunday Monday junto a Isak Férriz, un thriller de Carol López en la sala Flyhard de Barcelona. Desde el 17 marzo hasta el 24 de abril forma parte del elenco de Don Juan, obra de Molière dirigida por David Selvas y protagonizada por Julio Manrique en el Teatro Nacional de Cataluña. Del 1 al 5 de julio, dentro del Festival Grec, participó en la obra Las brujas de Salem de Arthur Miller, dirigida por Andrés Lima y adaptada por Eduardo Mendoza. En febrero de 2016 participa en un episodio de la web-serie El Ramón de les Olives.
Participó, en 2017, en la serie de Telecinco Sé quién eres. También ha rodado la TV-movie La luz de la esperanza, una coproducción entre TVE y TV3.

## Teatro
- Contes dels boscos de Viena (1994)
- El bell lloc (1998), de Joan Brossa.
- El combat de les sorpreses o El misteri de l'estoig xinès (2000), de Hermann Bonnín (y Hausson).
- Aquí al bosc (2001), de Joan Brossa.
- Magnus (2005), de Jordi Teixidor.
- La intrusa (2005), de Maurice Maeterlinck.
- Nausica (2006), de Joan Maragall (versión Jordi Coca).
- El jardí abandonat (2007), de Santiago Rusiñol.
- El parany de medusa (2007), de Erik Satie.
- El llibertí (2007-2008), de Éric-Emmanuel Schmitt.
- La gaviota (2011) de Antón Chéjov.
- Grooming (2012), de Paco Bezerra.
- La dama de las camelias (2014), de Alexandre Dumas.
- Ocells i llops (2014), de Josep Maria de Sagarra.
- Tots fem comèdia (2014), de Joaquim Oristrell.
- L'efecte (2015), de Lucy Prebble.
- La cena del Rey Baltasar (2015), de Calderón de la Barca.
- Sunday Morning (2016), de Carol López.
- Don Juan (2016), de Molière.
- Las brujas de Salem (2016), de Arthur Miller.
- El sistema solar (2018) de Mariana de Althaus
- Eva contra Eva (2021) de Pau Miró
- Hedda Gabler (2023) de Henrik Ibsen

## Películas
- Andrea (1996).
- No puc deixar de dir adéu (1997). Cortometraje.
- Una ombra al meu camí (2004). Cortometraje.
- Lo mejor de mí (2006).
- Las vidas de Celia (2006).
- La vida abismal (2007).
- Cámping (2007). TV movie.
- Dibujo de David (2007). Cortometraje.
- Tres días con la família (2009).
- Elisa K (2010).
- Barcelona, ciutat neutral (2011). TV-movie TV3.
- El cuerpo (2012)
- Fassman (2014). TV-movie TV3.
- Secuestro (2016).
- La luz de Elna (2016)
- Un cel de plom (2022)
- La infiltrada (2024)

## Series de televisión
| Año         | Título                           | Cadena       | Personaje            | Datos         |
| ----------- | -------------------------------- | ------------ | -------------------- | ------------- |
| 2005 - 2009 | El cor de la ciutat              | TV3          | Sandra Benjumea      | 120 episodios |
| 2008        | Paradigma                        | TV3          | Ginebra              | 11 episodios  |
| 2011        | La sagrada família               | TV3          | Marta                | 1 episodio    |
| 2011        | Barcelona, ciutat neutral        | TV3          | Glòria               | 2 episodios   |
| 2013        | Familia: Manual de supervivencia | Telecinco    | Natalia Oquendo      | 7 episodios   |
| 2015 - 2016 | Cites                            | TV3          | Sofía Guerrero       | 4 episodios   |
| 2016        | El Ramón de les olives           | YouTube      | Ella misma           | 1 episodio    |
| 2017        | Servir y proteger                | La 1         | Laura Escalada López | 149 episodios |
| 2017        | Sé quién eres                    | Telecinco    | Charry               | 7 episodios   |
| 2019        | Foodie Love                      | HBO España   | Repartidora          | 1 episodio    |
| 2019        | Días de Navidad                  | Netflix      | Sofía                | 1 episodio    |
| 2020        | La fossa                         | TV3 / À Punt | Andrea               | 4 episodios   |
| 2025        | El gran salto                    | Atresplayer  | Sara                 | 2 episodios   |

## Premios y nominaciones
Premios Goya
| Año  | Categoría               | Producción    | Resultado |
| ---- | ----------------------- | ------------- | --------- |
| 2024 | Mejor actriz de reparto | La infiltrada | Nominada  |

Medallas del Círculo de Escritores Cinematográficos
| Año  | Categoría               | Producción    | Resultado |
| ---- | ----------------------- | ------------- | --------- |
| 2024 | Mejor actriz secundaria | La infiltrada | Nominada  |